# Повесть о суровом друге

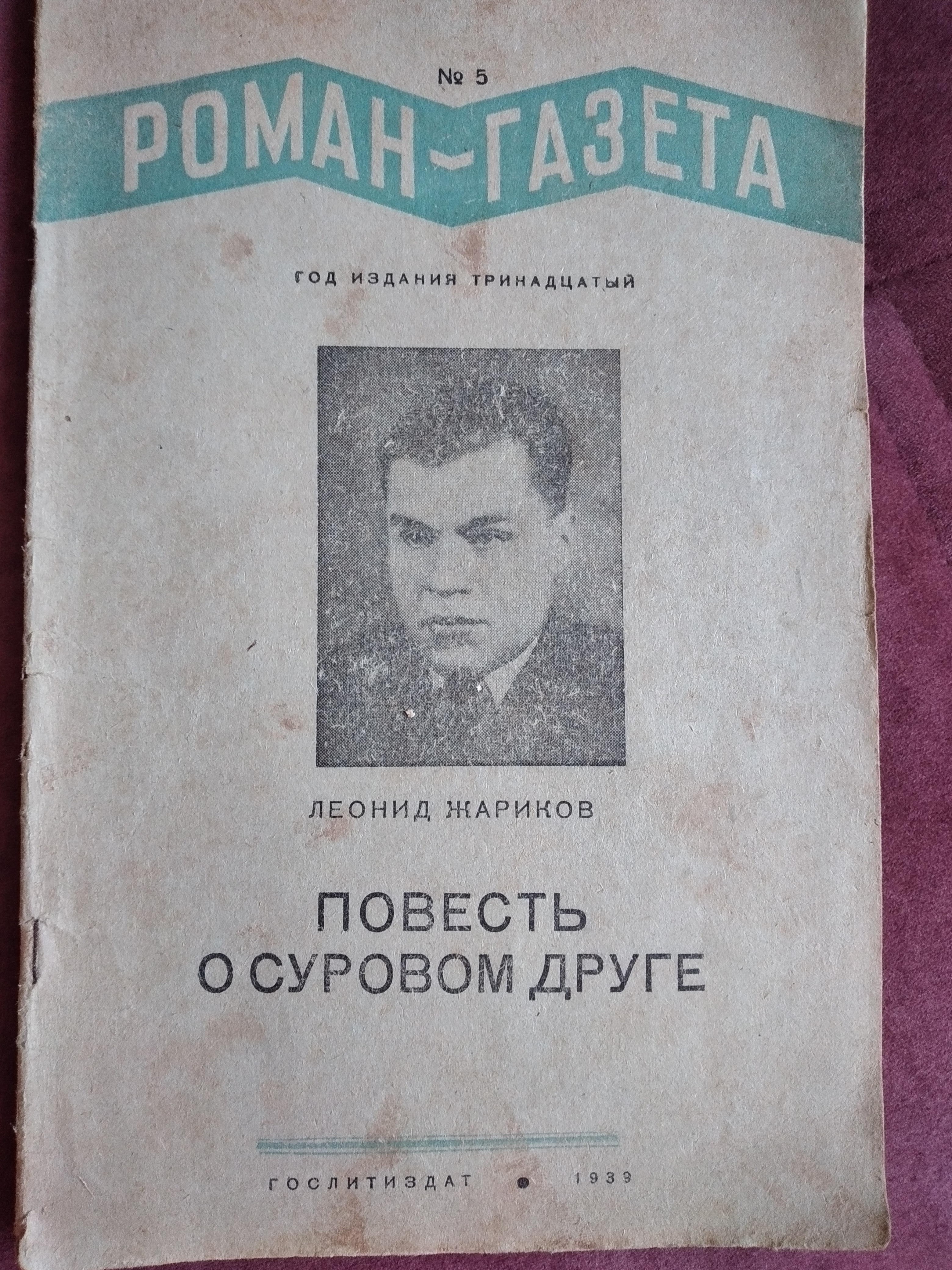
первое не журнальное издание повести

«По́весть о суро́вом дру́ге» (1938; по другим данным, 1937 год) — повесть советского писателя Леонида Михайловича Жарикова (Ильи Милахиевича).
После выхода собственно повести в печать, Леонид Михайлович работал над этим сюжетом ещё 15 лет; в результате на свет появилась трилогия:
- 1938 — «Повесть о суровом друге», повесть о рабочем подростке, о молодых борцах за дело революции на юге России; в окончательной редакции книга вышла в 1953 году.

Герои повести — подростки, участники событий первых лет становления Советской власти.
«Повесть о суровом друге» написана давно. Её читало предвоенное поколение. Её читали дети тех, кто с победой прошёл по дорогам Великой Отечественной войны. Она отразила в полной мере трудную жизнь многих семей шахтеров Донбасса, переплела автобиографию писателя с вымыслом, нашла отклик во многих сердцах. Огромное количество отзывов получил писатель после публикации повести в 1938 году.
- «Червонные сабли». Повесть. Повесть «Червонные сабли» — продолжение … «Повести о суровом друге» писателя Леонида Жарикова. Из новой повести читатель узнает, как сложилась судьба Лёньки Устинова, отважного кавалериста-буденновца, как с саблей в руках он защищал Республику труда, как мстил врагам за смерть своего друга Васи Руднева, с которым плечо к плечу отважно сражался в «Повести о суровом друге»[3].
- «Судьба Илюши Барабанова» — о становлении Советской рабоче-крестьянской республики…